# Wirtschaftswunder

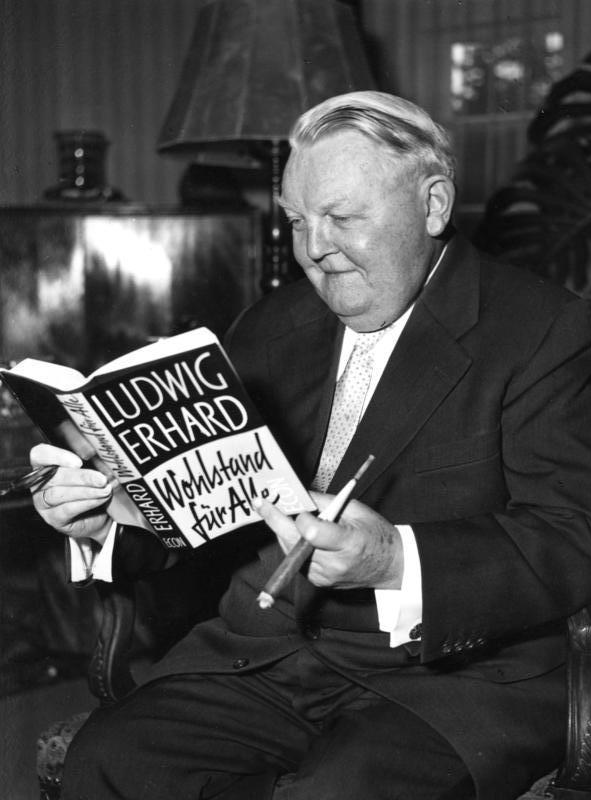
Ludwig Erhard wraz ze swoją książką Wohlstand fur alle

Wirtschaftswunder (pol. Cud gospodarczy, także Cud nad Renem) – określenie operacji, przeprowadzonej w zachodnioniemieckiej gospodarce w ciągu kilku tygodni roku 1948, pod kierunkiem szefa rady gospodarczej trzech zachodnich stref okupacyjnych Ludwiga Erharda oraz Amerykanów (m.in. Edwarda Tenenbauma z Sił Zbrojnych Stanów Zjednoczonych, odpowiedzialnego za reformę walutową). Operacji tej przypisuje się drastyczną i udaną reformę gospodarki Republiki Federalnej Niemiec, znacznie polepszającą sytuację gospodarczą kraju. Określenia cud gospodarczy użył po raz pierwszy londyński The Times w 1950 r.
Głównymi elementami operacji były:
1. Reforma pieniężna – nastąpiła 20 czerwca 1948, a polegała na wymianie reichsmarek na nową markę niemiecką po kursie 100:6,5 (za 100 reichsmarek otrzymywano 6,5 nowych marek). Miała na celu zlikwidowanie inflacji poprzez redukcję podaży pieniądza o 93% i przywrócenie wartości nowej marce niemieckiej;
2. Likwidacja zaopatrzenia kartkowego;
3. Uwolnienie cen – miało na celu uelastycznienie cen i wyprowadzenie gospodarki z recesji;
4. Reforma podatkowa.

Autorzy operacji łączyli wiarę w naturalną, regulacyjną rolę wolnego rynku z przekonaniem, że tylko popieranie przez państwo pozycji i siły rodziny oraz tradycyjnych więzi społecznych zredukuje efekty nazistowskiej demoralizacji i kolektywizmu III Rzeszy. Jeszcze przed rozpoczęciem alianckich nalotów w czasie II wojny światowej planiści Alberta Speera zdołali przerzucić dużą część przemysłowej produkcji wojennej do mniejszych miast, które wyszły z bombardowań bez większego szwanku, a oddanie przez Hitlera machinie wojennej wszelkich możliwych środków wykreowało ogromną armię inżynierów i naukowców chronionych przed wysyłką na front. Po wojnie, ludzie ci zamiast pracy w przemyśle zbrojeniowym rozpoczęli działania na rzecz rozwoju technologii codziennego użytku. Machina zbrojeniowa nazizmu wykształciła również setki tysięcy majstrów i wysoko wykwalifikowanych robotników, swoista „tresura społeczna” III Rzeszy nauczyła całą generację pilności, dyscypliny i pracowitości, a pamięć o powojennej nędzy pozwalała szanować stabilizację epoki Adenauera i nie strajkować bez powodu.
Wymianę waluty, połączoną z likwidacją systemu kartkowego, przygotowano w tajemnicy – zwłaszcza przed Sowietami z Niemiec Wschodnich, jednak po części również przed Amerykanami, Brytyjczykami i Francuzami stacjonującymi w RFN. Wydrukowanie 6 mld nowych marek odbyło się w USA, a drogę z Nowego Jorku do Bremy ważące 500 ton pieniądze pokonały na statku w 23 tysiącach drewnianych skrzynek (akcja ta nosiła nazwę „Bird dog”). Efekt operacji był taki, że nastrój w kraju gwałtownie się zmieniał, likwidowano powoli ubóstwo (zniknęły tłumy źle ubranych czy głodnych ludzi, malało bezrobocie), zaczęła rosnąć produkcja przemysłowa (w ciągu sześciu miesięcy o 50%), import i eksport. Niemcy korzystały również z pomocy finansowej w ramach planu Marshalla, ale wartość środków dzięki niemu dostępnych nie przekroczyła 5% ówczesnego produktu krajowego brutto Niemiec, było to 1448 milionów USD.
Niemiecki cud gospodarczy zapewnił Niemcom pozycję lokomotywy gospodarczej Europy, a obywatelom dobrobyt. Istotnym czynnikiem był fakt (w związku z doświadczeniami po I wojnie światowej) bardzo niskich reparacji wojennych, jakimi było obciążone państwo.